# Попешти (Синешти)
Попешти (рум. Popești) насеље је у Румунији у округу Валча у општини Синешти. Oпштина се налази на надморској висини од 291 m.

## Становништво
Према подацима из 2011. године у насељу је живело 350 становника.